# Álvaro Saborío
Álvaro Alberto Saborío Chacón (ur. 25 marca 1982 w Quesadzie) – piłkarz kostarykański grający na pozycji napastnika.

## Kariera klubowa
Saborío jest wychowankiem jednego z najbardziej znanych kostarykańskich klubów, Deportivo Saprissa. W jego barwach zadebiutował w 2001 roku w pierwszej lidze Kostaryki i wtedy stworzył atak z doświadczonym Hernanem Medfordem. Pierwszy sukces z Deportivo osiągnął jednak dopiero w sezonie 2003/2004, kiedy to wywalczył tytuł mistrza Kostaryki. W tamtym sezonie został także królem strzelców ligi z 25 golami na koncie.
W 2005 roku Álvaro triumfował z Deportivo w Pucharze Mistrzów CONCACAF (wystąpił w obu finałowych meczach z UNAM Pumas). W tym samym roku wystąpił także na Klubowych Mistrzostwach Świata 2005 i z klubem z San José zajął 3. miejsce w tym turnieju. Zdobył też 2 bramki, obie w meczu z Al-Ittihad Dżidda. W sezonie 2005/2006 po raz drugi w karierze sięgnął po tytuł mistrza kraju.
Latem 2006 Saborío przeszedł do szwajcarskiego FC Sion. W pierwszej lidze szwajcarskiej zadebiutował 13 sierpnia w przegranym 1:2 wyjazdowym meczu z BSC Young Boys. Ogólnie jednak w Szwajcarii dobrze się zaaklimatyzował i strzelił 14 goli, najwięcej w zespole, a Sion zajął wysokie 3. miejsce gwarantujące start w Pucharze UEFA.
W 2009 Saborío został wypożyczony do angielskiego zespołu Bristol City grającego w Football League Championship. Na początku 2010 roku został piłkarzem Real Salt Lake z amerykańskiej Major League Soccer. W 2015 przeszedł do DC United.
| Sezon   | Klub               | Kraj              | Rozgrywki                      | Mecze | Bramki |
| ------- | ------------------ | ----------------- | ------------------------------ | ----- | ------ |
| 2001/02 | Deportivo Saprissa | Kostaryka         | Primera División de Costa Rica | 30    | 11     |
| 2002/03 | Deportivo Saprissa | Kostaryka         | Primera División de Costa Rica | ?     | ?      |
| 2003/04 | Deportivo Saprissa | Kostaryka         | Primera División de Costa Rica | 30    | 25     |
| 2004/05 | Deportivo Saprissa | Kostaryka         | Primera División de Costa Rica | ?     | ?      |
| 2005/06 | Deportivo Saprissa | Kostaryka         | Primera División de Costa Rica | 32    | 17     |
| 2006/07 | FC Sion            | Szwajcaria        | Swiss Super League             | 31    | 14     |
| 2007/08 | FC Sion            | Szwajcaria        | Swiss Super League             | 34    | 17     |
| 2008/09 | FC Sion            | Szwajcaria        | Swiss Super League             | 22    | 5      |
| 2009/10 | Bristol City       | Anglia            | Football League Championship   | 21    | 2      |
| 2010    | Real Salt Lake     | Stany Zjednoczone | Major League Soccer            | 27    | 12     |
| 2011    | Real Salt Lake     | Stany Zjednoczone | Major League Soccer            | 23    | 11     |
| 2012    | Real Salt Lake     | Stany Zjednoczone | Major League Soccer            | 31    | 17     |
| 2013    | Real Salt Lake     | Stany Zjednoczone | Major League Soccer            | 16    | 12     |
| 2014    | Real Salt Lake     | Stany Zjednoczone | Major League Soccer            | 16    | 8      |
| 2015    | Real Salt Lake     | Stany Zjednoczone | Major League Soccer            | 14    | 3      |
| 2015    | DC United          | Stany Zjednoczone | Major League Soccer            | 12    | 4      |
| 2016    | DC United          | Stany Zjednoczone | Major League Soccer            |       |        |

## Kariera reprezentacyjna
W reprezentacji Kostaryki Saborío zadebiutował 16 października 2002 w wygranym 2:1 meczu z Ekwadorem. W 2004 roku wystąpił w turnieju Copa América, ale z Kostaryką odpadł w ćwierćfinale. Natomiast w sierpniu tamtego roku zagrał na Igrzyskach Olimpijskich w Atenach, na których zdobył jednego gola w grupowym meczu z Portugalią (4:2), ale z rodakami pożegnał się z turniejem już w ćwierćfinale po porażce 0:4 z późniejszymi mistrzami olimpijskimi, Argentyną.
W 2006 roku selekcjoner reprezentacji, Alexandre Guimarães powołał Álvaro do kadry na Mistrzostwa Świata w Niemczech. Na tym turnieju był rezerwowym napastnikiem dla Paulo Wanchope'a i Rónalda Gómeza, toteż wystąpił tylko w 2 meczach: przegranych 0:3 z Ekwadorem oraz 1:2 z Polską.